# Іван де Хесус Дуке
Іван де Хесус Дуке Аранго (ісп. Iván de Jesús Duque Arango; нар. 21 травня 1987) — колумбійський борець греко-римського стилю, дворазовий чемпіон Південної Америки, триразовий срібний та дворазовий бронзовий призер Панамериканських чемпіонатів, дворазовий чемпіон Південноамериканських ігор, бронзовий призер Центральноамериканських і Карибських ігор, чемпіон Боліваріанських ігор.

## Життєпис
Боротьбою почав займатися з 2000 року.
Виступає за борцівський клуб «Політехнікум» Медельїн. Тренер — Давід Гутьєррес (з 2000).

## Спортивні результати на міжнародних змаганнях

### Виступи на Чемпіонатах світу
| Змагання                        | Збірна   | Вагова категорія                 | Місце |
| ------------------------------- | -------- | -------------------------------- | ----- |
| Чемпіонат світу з боротьби 2007 | Колумбія | греко-римська боротьба, до 60 кг | 32    |
| Чемпіонат світу з боротьби 2007 | Колумбія | вільна боротьба, до 66 кг        | 32    |
| Чемпіонат світу з боротьби 2011 | Колумбія | греко-римська боротьба, до 66 кг | 32    |

### Виступи на Панамериканських чемпіонатах
| Змагання                                   | Збірна   | Вагова категорія                 | Місце  |
| ------------------------------------------ | -------- | -------------------------------- | ------ |
| Панамериканський чемпіонат з боротьби 2006 | Колумбія | греко-римська боротьба, до 60 кг | 9      |
| Панамериканський чемпіонат з боротьби 2007 | Колумбія | греко-римська боротьба, до 60 кг | Срібло |
| Панамериканський чемпіонат з боротьби 2008 | Колумбія | греко-римська боротьба, до 60 кг | Бронза |
| Панамериканський чемпіонат з боротьби 2009 | Колумбія | греко-римська боротьба, до 60 кг | 5      |
| Панамериканський чемпіонат з боротьби 2011 | Колумбія | греко-римська боротьба, до 66 кг | Бронза |
| Панамериканський чемпіонат з боротьби 2012 | Колумбія | греко-римська боротьба, до 66 кг | Срібло |
| Панамериканський чемпіонат з боротьби 2014 | Колумбія | греко-римська боротьба, до 75 кг | Срібло |

### Виступи на Панамериканських іграх
| Змагання                  | Збірна   | Вагова категорія                 | Місце |
| ------------------------- | -------- | -------------------------------- | ----- |
| Панамериканські ігри 2007 | Колумбія | вільна боротьба, до 60 кг        | 5     |
| Панамериканські ігри 2011 | Колумбія | греко-римська боротьба, до 66 кг | 7     |

### Виступи на Чемпіонатах Південної Америки
| Змагання                                    | Збірна   | Вагова категорія                 | Місце  |
| ------------------------------------------- | -------- | -------------------------------- | ------ |
| Чемпіонат Південної Америки з боротьби 2012 | Колумбія | греко-римська боротьба, до 66 кг | Золото |
| Чемпіонат Південної Америки з боротьби 2013 | Колумбія | греко-римська боротьба, до 74 кг | Золото |

### Виступи на Південноамериканських іграх
| Змагання                       | Збірна   | Вагова категорія                 | Місце  |
| ------------------------------ | -------- | -------------------------------- | ------ |
| Південноамериканські ігри 2006 | Колумбія | вільна боротьба, до 60 кг        | Золото |
| Південноамериканські ігри 2010 | Колумбія | греко-римська боротьба, до 60 кг | Золото |

### Виступи на Центральноамериканських і Карибських іграх
| Змагання                                     | Збірна   | Вагова категорія          | Місце  |
| -------------------------------------------- | -------- | ------------------------- | ------ |
| Центральноамериканські і Карибські ігри 2006 | Колумбія | вільна боротьба, до 60 кг | Бронза |

### Виступи на Боліваріанських іграх
| Змагання                 | Збірна   | Вагова категорія          | Місце  |
| ------------------------ | -------- | ------------------------- | ------ |
| Боліваріанські ігри 2009 | Колумбія | вільна боротьба, до 60 кг | Золото |

### Виступи на інших змаганнях
| Змагання                                                         | Збірна   | Вагова категорія                 | Місце  |
| ---------------------------------------------------------------- | -------- | -------------------------------- | ------ |
| Олімпійський кваліфікаційний турнір з боротьби 2008 (Роме-Остія) | Колумбія | греко-римська боротьба, до 60 кг | 17     |
| Золотий Гран-прі з боротьби 2010 (Сомбатгей)                     | Колумбія | греко-римська боротьба, до 60 кг | 5      |
| Кубок Гранми з боротьби 2011                                     | Колумбія | греко-римська боротьба, до 66 кг | Бронза |
| Олімпійський кваліфікаційний турнір з боротьби 2012 (Тайюань)    | Колумбія | греко-римська боротьба, до 66 кг | 5      |
| Олімпійський кваліфікаційний турнір з боротьби 2012 (Гельсінкі)  | Колумбія | греко-римська боротьба, до 66 кг | 20     |